# Temnocerus elaeagni
Temnocerus elaeagni is een keversoort uit de familie Rhynchitidae. De wetenschappelijke naam van de soort is voor het eerst geldig gepubliceerd in 2006 door Korotyaev & Legalov in Legalov & Korotyaev.